# Mailasqui
Mailasqui é um distrito do município brasileiro de São Roque, que integra a Região Metropolitana de Sorocaba, no interior do estado de São Paulo.

## História

### Origem
O povoado que deu origem ao distrito se desenvolveu ao redor da estação ferroviária Pinheirinhos, inaugurada pela Estrada de Ferro Sorocabana em 1897.

Estação ferroviária no final do século XIX.

A partir de 10/07/1916 a estação recebeu o nome de Mailasky, um dos fundadores e primeiro presidente da Sorocabana. O nome do fundador teria sido dado por ser esta estação, na época, a mais alta das linhas dessa ferrovia. Com isso, o húngaro Mailasky foi homenageado pelo "ponto alto".

### Formação administrativa
- Pedido para criação do distrito através de processo que deu entrada na Assembléia Legislativa do Estado de São Paulo no ano de 1963, mas como não atendia os requisitos necessários exigidos por lei para tal finalidade o processo foi arquivado[4].
- Distrito criado pela Lei n° 3.198 de 23/12/1981, com sede no bairro de igual nome e com território desmembrado do distrito de São Roque[5][6].

## Geografia

### Demografia

#### População urbana
| Crescimento população urbana | Crescimento população urbana | Crescimento população urbana | Crescimento população urbana |
| Censo                        | Pop.                         |                              | %±                           |
| ---------------------------- | ---------------------------- | ---------------------------- | ---------------------------- |
| 1991                         | 3 312                        |                              | —                            |
| 2000                         | 4 161                        |                              | 25,6%                        |
| 2010                         | 9 184                        |                              | 120,7%                       |
| Fonte: IBGE e Fundação SEADE |                              |                              |                              |

#### População total
Pelo Censo 2010 (IBGE) a população total do distrito era de 10 713 habitantes.

### Área territorial
A área territorial do distrito é de 33,817 km².

### Rodovias
O distrito fica às margens da Rodovia Raposo Tavares (SP-270).

### Ferrovias
Linha Tronco (Estrada de Ferro Sorocabana), sendo a ferrovia operada atualmente pela Rumo Malha Paulista.

## Serviços públicos

### Registro civil
Feito na sede do município, pois o distrito não possui Cartório de Registro Civil das Pessoas Naturais.

### Transportes
Atualmente as empresas Viação Danúbio Azul (linha intermunicipal: São Roque x Itapevi) e Jundiá Transportadora Turística (algumas linhas urbanas como São João Novo x Rodoviária, e Mailasqui x Rodoviária) atendem o distrito.

### Saneamento
O serviço de abastecimento de água é feito pela Companhia de Saneamento Básico do Estado de São Paulo (SABESP).

### Energia
A responsável pelo abastecimento de energia elétrica é a CPFL Piratininga, distribuidora do grupo CPFL Energia.

### Telecomunicações
O sistema de telefones automáticos, assim como o sistema de discagem direta à distância (DDD) com o código de área (011), foram implantados pela Telecomunicações de São Paulo (TELESP).

## Aspectos gerais
O distrito é conhecido por ter abrigado a Santa Casa de São Roque. Em Mailasqui também ficava a sede do Instituto Royal, que foi invadido por ativistas dos direitos animais em 2013, num caso que repercutiu por toda a imprensa brasileira. Na ocasião, os ativistas acusavam o instituto de maus-tratos contra cães da raça beagle, usados como cobaias.

## Religião
O Cristianismo se faz presente no distrito da seguinte forma:

### Igreja Católica
- A igreja faz parte da Diocese de Osasco[23].

### Igrejas Evangélicas
- Assembleia de Deus - O distrito possui uma congregação da Assembleia de Deus Ministério do Belém, vinculada ao Campo de Sorocaba. Por essa igreja, através de um início simples, mas sob a benção de Deus, a mensagem pentecostal chegou ao Brasil. Esta mensagem originada nos céus alcançou milhares de pessoas em todo o país, fazendo da Assembleia de Deus a maior igreja evangélica do Brasil[24][25].

- Congregação Cristã no Brasil[26].